# Miradouro da Lourinhã

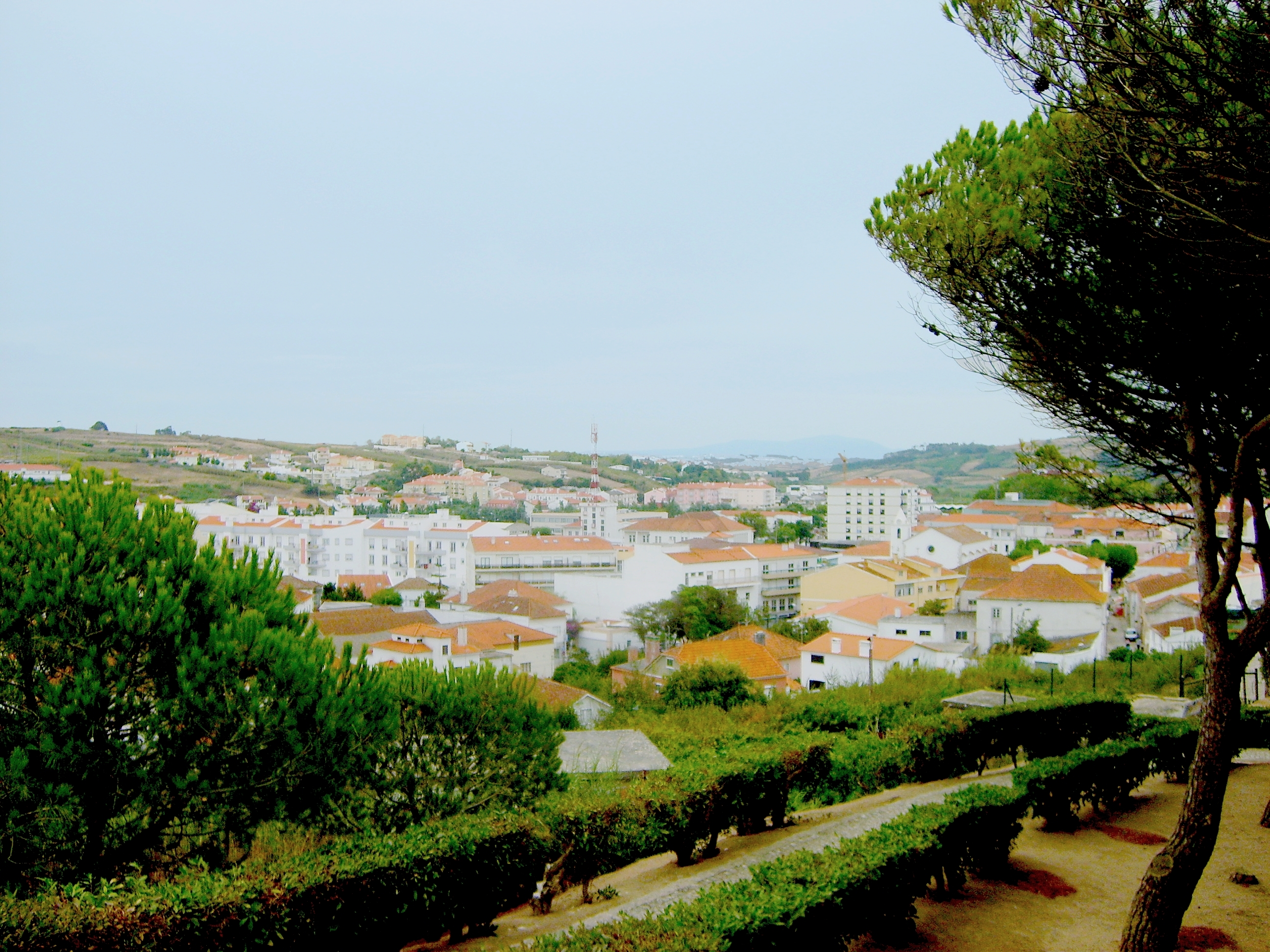
Vista da Lourinhã desdo Miradouro

O Miradouro do Castelo da Lourinhã, local aprazível que convida ao descanso à sombra de um pinheiro, à leitura ou simplesmente a desfrutar de uma vista soberba que se estende por toda a vila da Lourinhã até ao mar.  

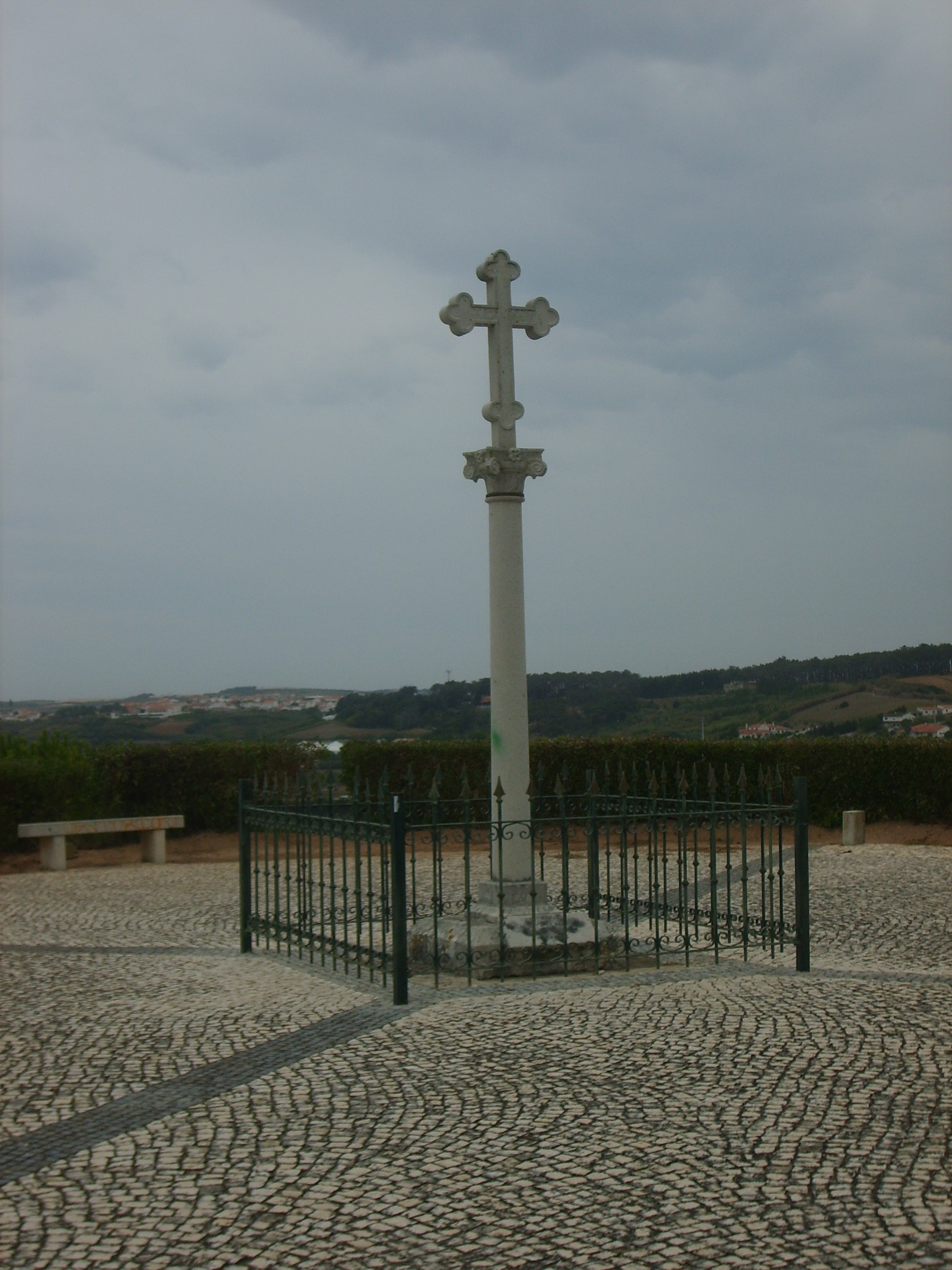
Cruzeiro do Castelo

Lá podemos ainda encontrar o Cruzeiro do Castelo.